# Jüdischer Friedhof (Żory)
Koordinaten: 50° 3′ 11″ N, 18° 42′ 23″ O

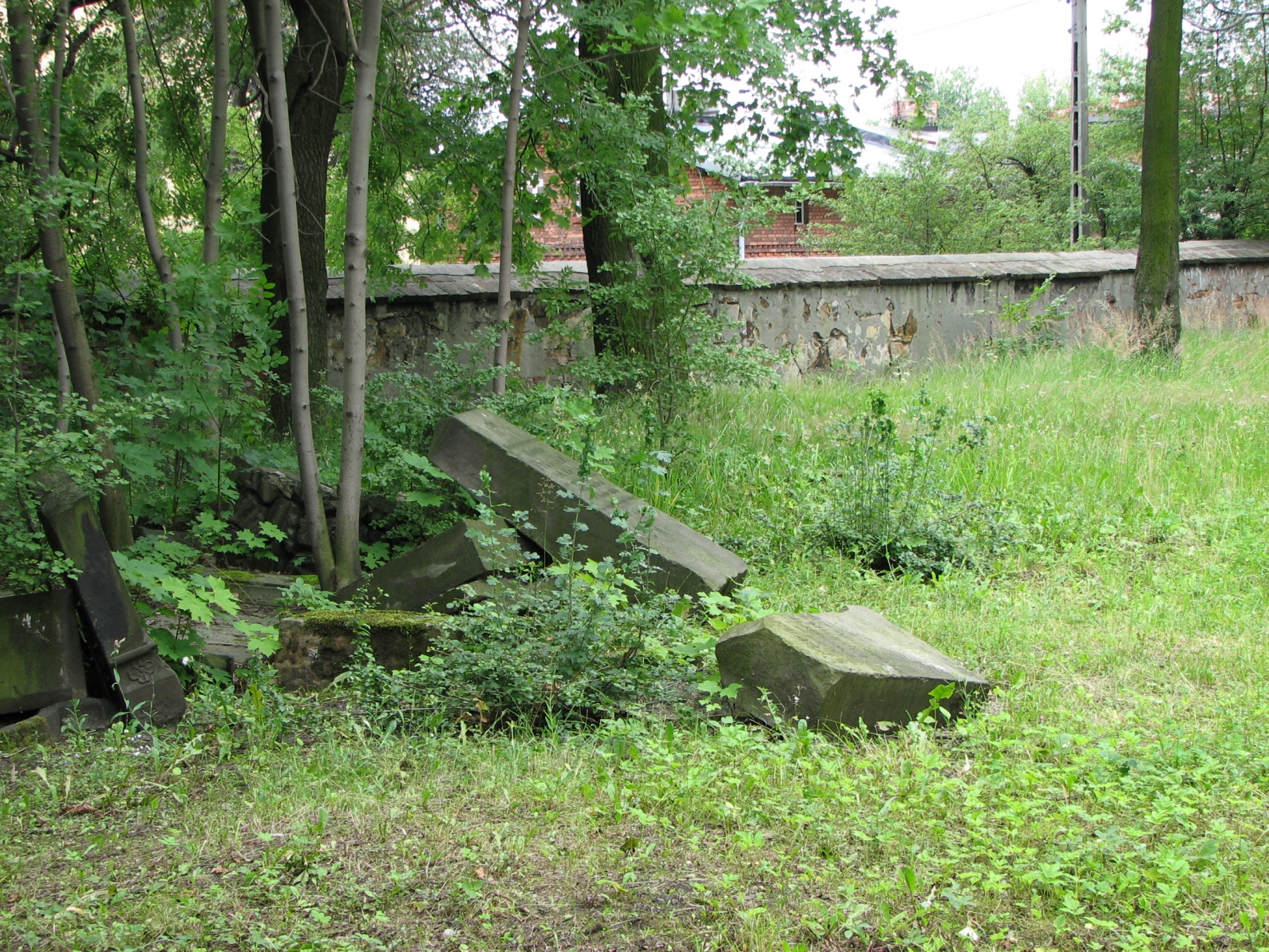
Jüdischer Friedhof in Żory

Der Jüdische Friedhof Żory ist ein jüdischer Friedhof am Ostrand der kreisfreien südpolnischen Stadt Żory (deutsch Sohrau) in der Woiwodschaft Schlesien.

## Geschichte
Seit dem 16. Jahrhundert sind Juden in Sohrau urkundlich belegt. Bereits im 18. Jahrhundert erreichte die Zahl der jüdischen Bewohner eine beträchtliche Größe und den zahlenmäßigen Höchststand erreichte die jüdische Gemeinde in den 1840er Jahren mit mehr als 500 Angehörigen. 1807 wurde die alte, aus Holz erbaute, Synagoge bei einem Stadtbrand zerstört und knapp 30 Jahre später ein massiver Neubau errichtet, der in den 1860er Jahren vergrößert wurde.

## Friedhof
Zunächst wurden die Toten im nahegelegenen Ort Nikolai bestattet. Eine eigene Begräbnisstätte wurde 1814 am Ortsrand der Gemeinde Klischczowka angelegt. Dieser Ort befand sich etwa zwei Kilometer nordöstlich vom Stadtzentrum von Sohrau an einer Ausfallstraße.
Ein schlechtes Licht auf die ethnischen und sozialen Verhältnisse in dieser oberschlesischen Stadt im preußischen Kreis Rybnik bereits weit vor 1900 zeigt die beigefügte Karte von 1884. Auf dem östlichen Nachbargrundstück gestattete die preußische Stadtverwaltung die Errichtung eines Schießplatzes. Zu diesem Zeitpunkt galt aber bereits ein Reichsgesetz zur Achtung der Totenruhe, welches derlei Baugenehmigungen jeder Grundlage entzogen hätte.
1837 wurde eine Leichenhalle (Taharahaus) auf dem jüdischen Friedhof gebaut. Das Gebäude wurde 1945 in den letzten Kriegstagen zerstört. Im Jahr 1846 lebten im Stadtgebiet 542 Personen jüdischen Glaubens, dies entsprach bereits 13,5 % der Bevölkerung. 1936 fand die letzte Beerdigung auf dem Friedhof statt.